# 서비스형 함수
서비스형 함수(Function as a service, FaaS) 또는 서비스형 함수는 고객들이 앱 개발 및 런칭에 관련한 하부 구조의 복잡한 빌드, 유지보수 없이 애플리케이션 기능을 개발, 실행, 관리할 수 있도록 플랫폼을 제공하는 클라우드 컴퓨팅 서비스의 한 분류이다. 이 모델을 따라 애플리케이션을 빌드하는 일은 서버리스 구조를 수행하는 한 방법이며 마이크로서비스 애플리케이션을 빌드할 때 일반적으로 사용된다.
FaaS는 PiCloud 등 2010년 경 다양한 스타트업 기업들에 의해 처음 제공되었다.
AWS 람다는 대형 퍼블릭 클라우드 벤더가 제공하는 최초의 FaaS 기능이었으며 이에 이어 네이버클라우드플랫폼의 Cloud Functions, 구글 클라우드 펑션, 마이크로소프트 애저 펑션, IBM/아파치의 오픈휘스크 (오픈 소스, 2016년), 오라클 클라우드 Fn (오픈 소스, 2017년)가 잇따랐다.

## 같이 보기
- 서버리스 컴퓨팅